# George Edward Briggs
George Edward Briggs FRS (25 de juny de 1893 – 7 de febrer de 1985) va ser un professor de Botànica a la Universitat de Cambridge.
Nasqué a Grimsby, Lincolnshire, fill de Walker Thomas i Susan (née Townend) Briggs.
Va ser elegit Fellow of the Royal Society el 1935. Va publicar diversos informes científics sobre els enzims.